# Mục Khương
Mục Khương (chữ Hán: 穆姜, ? - 564 TCN), là một nữ quý tộc thời Xuân Thu trong lịch sử Trung Quốc, phu nhân của Lỗ Tuyên công và thân mẫu của Lỗ Thành công, hai vị vua của nước Lỗ.

## Thân thế và việc hôn nhân
Mục Khương là con gái của Tề Huệ công Khương Nguyên, vua của nước Tề, không rõ sinh mẫu là ai cũng như năm sinh thực sự của bà. Năm 609 TCN ở nước Lỗ, Công tử Toại (Trọng Toại) làm binh biến giết vị vua sắp nối ngôi của Lỗ tên là Ác, và đưa con trưởng của Lỗ Văn công với một người thiếp sinh ra tên là Tiếp lên kế ngôi, gọi là Lỗ Tuyên công. Tuyên công vì cớ nước Tề là đại quốc ở sát bên cạnh, muốn lợi dụng vua Tề để bảo hộ cho hành động lên ngôi không chính đáng của mình, nên đã sai sứ sang Tề cầu hôn công chúa. Bấy giờ Tề Huệ công cũng vừa lên ngôi muốn kết thân với chư hầu, cộng thêm truyền thống nhiều đời liên hôn giữa Tề và Lỗ, nên đã đồng ý gả công chúa. Tháng 3 năm 608 TCN, Trọng Toại sang Tề đón công chúa Mục Khương về nước Lỗ, lập làm Công phu nhân. Bấy giờ Lỗ Tuyên công vẫn chưa hết tang ba năm mà đã lấy vợ, nên bị các sử gia chê trách.
Trong thời gian làm Công phu nhân, Mục Khương sinh cho Lỗ Tuyên công ít nhất hai người con, là Thế tử Hắc Quăng (602 TCN) và một công chúa gọi là Bá Cơ (không rõ năm sinh). Tháng 10 năm 591 TCN, Lỗ Tuyên công mất, Hắc Quăng chính vị vua, tức là Lỗ Thành công.

## Can thiệp quốc chính
Tháng 2 năm 582 TCN, con gái của Mục Khương là Bá Cơ được gả sang Tống quốc làm phu nhân của Tống Cung công. Mùa hạ cùng năm, quan Thượng khanh họ Quý là Quý tôn Hàng Phủ nhận lệnh đi sứ Tống để thăm Bá Cơ. Khi Hàng Phủ trở về, Lỗ công mở tiệc thết đãi. Hàng Phủ ngâm bài hát Hàn Dịch ở thiên thứ 5. Mục Khương nghe tiếng hát thì từ trong phòng bước ra vái hai vái rồi hỏi rằng
Quan đại phu khó nhọc không quên tiên quân, mới nghĩ đến tự quân, đến cả kẻ góa này. Tiên quân được thỏa nguyện vọng. Vậy xin tạ ơn đại phu đã khó nhọc.
Nói xong, cho hát thiên cuối bài thơ Lục Y, rồi trở về phòng mình.
Em cùng mẹ với Tuyên công là Thúc Hật vì nhà nghèo mà khi lấy vợ không đủ lễ cưới, người vợ ấy bị coi như là thiếp, sau đó người này sinh ra một con trai, tức là Công tôn Anh Tề. Mục Khương thường nói rằng
Tôi không thể coi một người thiếp là em dâu tôi được.
Sau đó Thúc Hật ruồng bỏ người ấy, người ấy mới lấy Quản Vu Hề (người nước Tề), sinh được một trai một gái. Đến khi Quản Vu Hề chết thì bà này lại trở về nước Lỗ, sống cùng con là Công tôn Anh Tề.
Mục Khương tư thông với quan đại phu họ Thúc là Thúc tôn Kiều Như, ghét hai họ Quý và Mạnh. Ngày 29 tháng 6 năm 575 TCN, Lỗ Thành công đến dự hội thề với Tấn hầu ở đất Sa Tùy thuộc nước Tống. Trước khi Lỗ công rời kinh, Mục Khương tới ấp Hoại Đồi tiễn đưa nhà vua và đòi đuổi Quý tôn Hàng Phủ cùng Trọng tôn Miệt ra khỏi nước Lỗ, để giúp Kiều Như chiếm lấy gia tài hai nhà. Nhưng Lỗ công vì e ngại thế lực hai nhà nên không dám nghe theo. Mục Khương giận lắm, nhân thấy hai công tử con của Tuyên công với thị thiếp sinh ra là Yển và Sừ khi ngang qua, mới bảo Lỗ công rằng
Nếu không làm thì một trong hai đứa này sẽ thay ngôi (vua) đó.
Lỗ công lo ngại, bèn dừng lại dặn dò bố trí phòng bị cẩn mật trong cung rồi mới đến hội với chư hầu, do đó mà tới chậm làm trái ý vua Tấn. Thúc tôn Kiều Như bèn sai người gièm với Tấn hầu rằng việc vua Lỗ chần chừ không đến hội là tại có ý ăn ở hai lòng với Tấn, nên Tấn không tiếp Lỗ. Đến mùa thu cùng năm, Lỗ công lại đến hội chư hầu lần nữa, Mục Khương lại ra đưa yêu sách như lần trước. Thành công lại bố trí phòng bị trong cung điện. Ở trong nước, Mục Khương và Kiều Như thư từ với người Tấn, đề nghị họ giết Quý tôn còn mình trong nước sẽ giết Mạnh tôn sau đó đem nước Lỗ quy phục nước Tấn, nhưng người Tấn chưa thi hành theo.
Cuối năm đó, các đại phu nước Lỗ trục xuất Thúc tôn Kiều Như ra khỏi nước, người triệu hồi em của Thúc tôn Kiều Như là Thúc tôn Báo đang ở Tề về kế tập họ Thúc. Lại trục xuất Thái phu nhân ra Đông cung.

## Bị giam ở Đông cung
Tháng 5 năm 571 TCN, thời Lỗ Tương công, Thành phu nhân là Tề Khương mất. Trước kia, Mục Khương đã chọn được một cây gỗ tra quý để đóng áo quan và một cây đàn tụng cầm dùng để an táng cho mình sau này. Đến đây Quý tôn Hàng Phủ lấy hết cả làm lễ táng cho Tề Khương. Hành động này của họ Quý bị kinh Xuân Thu chê trách là không có trí thức.
Quan đại phu nước Lỗ là Tang Tuyên Thúc lấy vợ nước Chú sinh hai con là Giả và Vĩ. Người vợ chết, Tuyên Thúc lấy vợ kế là con gái người em gái của Mục Khương, sinh ra con là Tang Hột. Tang Hột lớn lên ở trong cung, được Mục Khương yêu quý, cho nên về sau vượt qua hai người anh mà được lập làm trưởng tộc họ Tang.
Khi Mục Khương bị trục xuất vào Đông cung, có cho bói một quẻ, ra chữ tùy. Quan Bốc sử đoán rằng theo ý của quẻ thì phu nhân sẽ đi khỏi nơi này (Đông cung). Mục Khương lại suy nghĩ theo kiểu khác, cho rằng từ những việc làm của mình thì ý nghĩa của quẻ sẽ đổi lại và mình đến chết vẫn phải ở Đông cung không ra ngoài được. Ngày Tân Dậu tháng 5 năm 564 TCN, Tuyên phu nhân Mục Khương qua đời ở Đông cung, không rõ bao nhiêu tuổi. Ngày Quý Mùi tháng 8 năm 564 TCN, nước Lỗ làm lễ táng cho tiểu quân Mục Khương.
Lưu Hướng trong Liệt nữ truyện xếp Mục Khương vào hạng những người phụ nữ xấu xa (nghiệt bế).